# فرانكلين كارمايكل
فرانكلين كارمايكل هو رسام كندي، ولد في 4 مايو 1890 في أوريليا في كندا، وتوفي في 24 أكتوبر 1945 في تورونتو في كندا.

## معرض صور

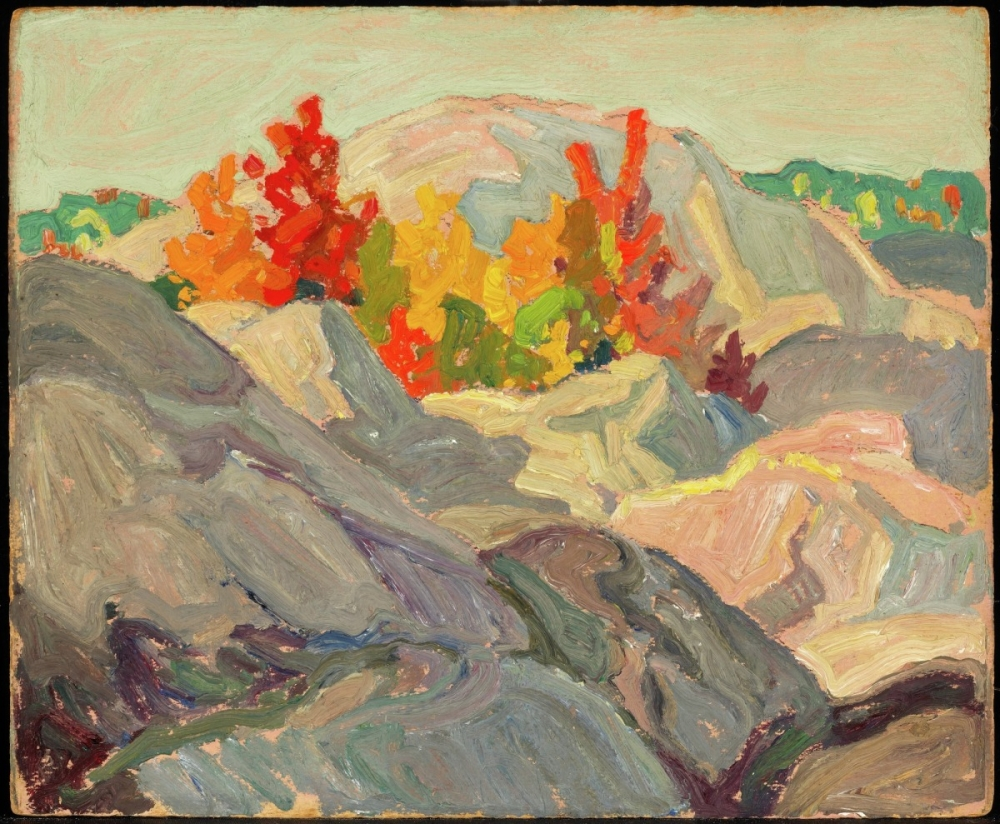
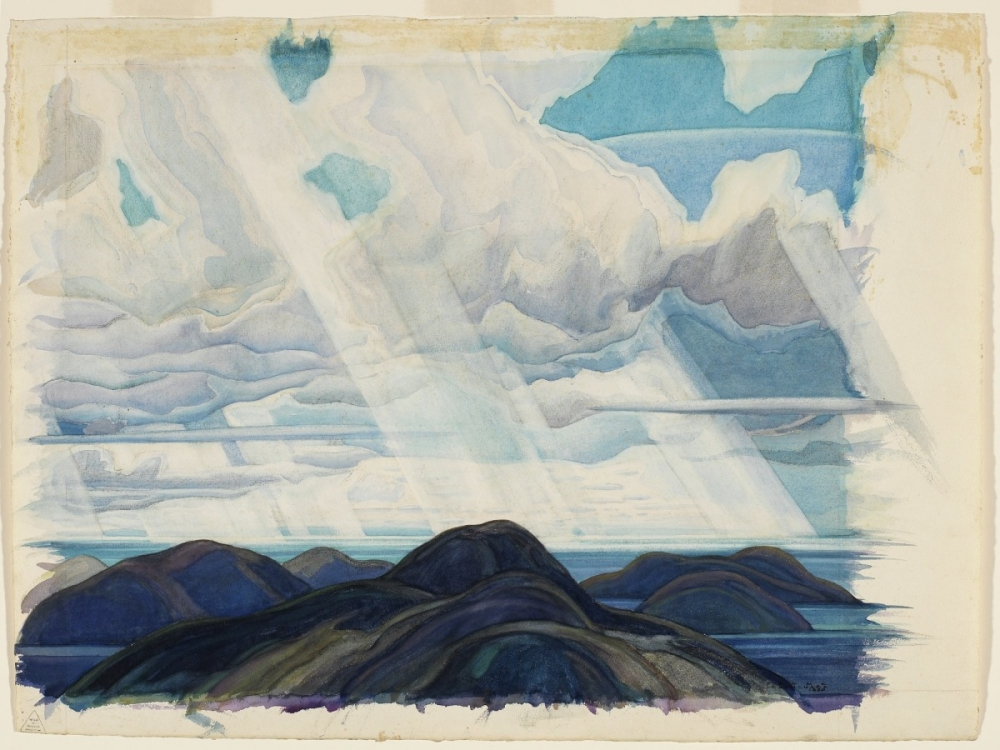
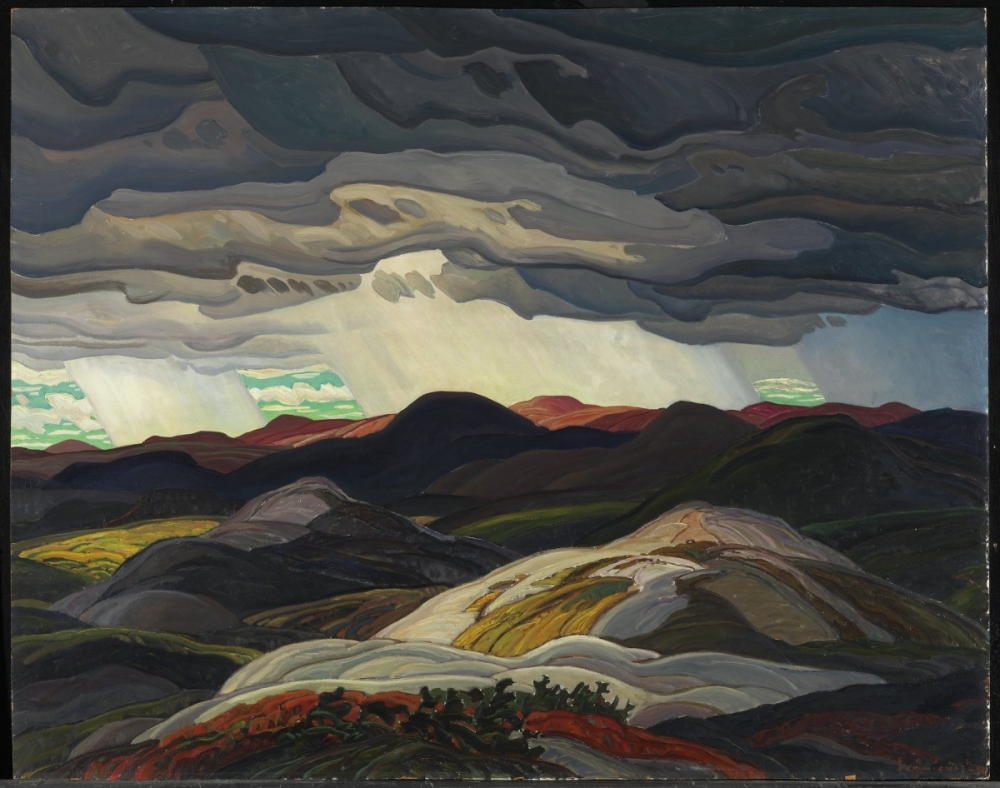
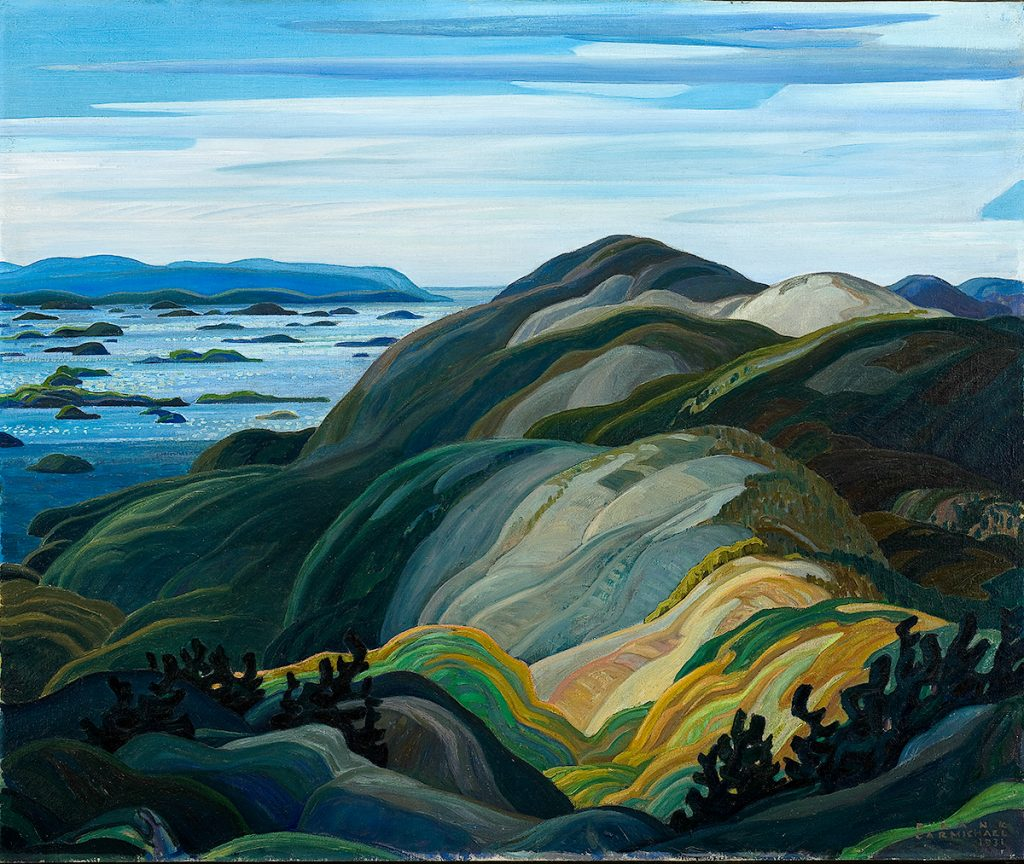
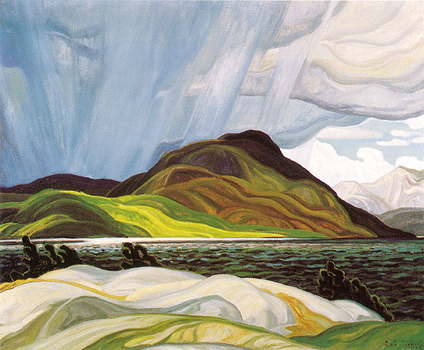